# Entedon teedoe
Entedon teedoe är en stekelart som beskrevs av Schauff 1988. Entedon teedoe ingår i släktet Entedon och familjen finglanssteklar. Inga underarter finns listade i Catalogue of Life.